# 帕奈提乌斯
帕奈提乌斯（希臘語：Παναίτιος）生于罗德岛，斯多葛派哲学家，曾在雅典师从巴比伦的第欧根尼和塔爾蘇斯的安提帕特，后在小西庇阿的资助下移居罗马并将斯多葛派哲学传播至此，其思想对后来罗马哲学家产生较大影响。